# 阿爾梅納拉峰

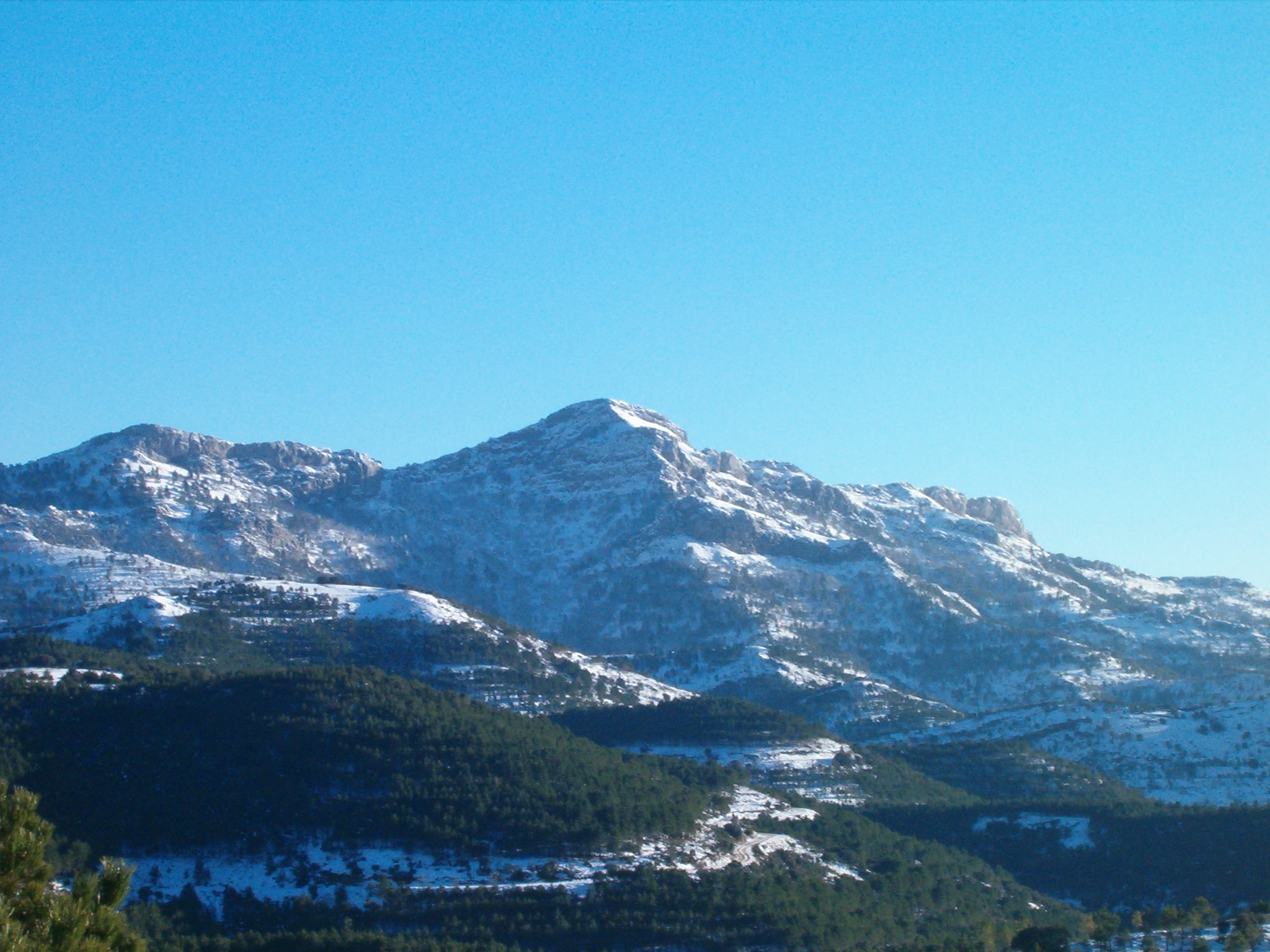

38°32′45″N 2°26′57″W / 38.54583°N 2.44917°W
阿爾梅納拉峰（西班牙語：Pico Almenara），是西班牙的山峰，位於該國東南部阿爾瓦塞特省，屬於普雷貝蒂科山脈中阿爾卡拉斯山脈的一部分，海拔高度1,796米。